# آدم كوين
آدم كوين (بالإنجليزية: Adam Quinn)‏ هو موسيقي أمريكي، ولد في 14 يوليو 1973.